# 裴佶
裴佶（752年—813年7月5日），字弘正，唐朝河东闻喜人。裴耀卿的孙子，吏部郎中裴综的儿子。
裴佶年轻时能写文章。弱冠举进士，补校书郎，判入高等，授蓝田县尉。唐德宗下诏命畿内诸县为奉天筑城，严郢为京兆尹，为政残暴。本曹尉韦重规之妻刚生孩子得病，害怕严郢，不敢任事于是免职。裴佶于是请替他，工役不误，当时都称道他。唐德宗至兴元府，裴佶到行在，拜拾遗、补阙。李怀光在河中造反，朝廷想要姑息，裴佶不同意，主张讨伐，被皇帝器重慰勉。唐德宗以卢杞为饶州刺史，裴佶与赵需、陈京、宇文炫、卢景亮、张荐一起弹劾卢杞。于是改任卢杞为澧州别驾，卢杞最后死在澧州。裴佶升任为吏部员外郎，历任驾部郎中，谏议大夫。黔中观察使韦士宗为政残酷，为夷獠驱逐，贞元十七年（801年）四月，以谏议大夫裴佶为黔中观察使，酋长归附。其后因为当地有瘴毒，入觐拜为同州刺史。入朝历任中书舍人、尚书右丞。兵部尚书李巽兼盐铁使，将把盐铁使局置于兵部，裴佶以为不可，改任吏部侍郎。因病担任国子祭酒，转任工部尚书致仕。元和八年六月初四乙酉日（813年7月5日），工部尚书致仕裴佶去世，时年六十二岁，赠吏部尚书，谥贞。裴佶交友一流。与郑余庆关系很好，裴佶去世，郑余庆行朋友之丧服。

## 子孙
- 裴泰章，字敦藻，給事中
  - 裴孝頊
    - 裴磵，字祈山
- 裴含章，字積中
- 裴耕，字德實